# Gare de Frogner
La gare de Frogner est une des gares d'origine de la Hovedbanen. 

## Situation ferroviaire
Elle se situe à Frogner, à 29,86 km d'Oslo. Elle est située entre la halte aujourd'hui fermée de Børke et la gare ouverte de Lindeberg.

## Histoire
La gare ouvre en 1854, elle est rétrogradée au rang de halte ferroviaire en 1965.

## Service des voyageurs

### Accueil
La gare est équipée d'un parking de 206 places et d'un parking à vélo. La gare a une salle d'attente ouverte du lundi au dimanche de 05h à 17h et d'aubette sur le quai. Il y a également des automates pour l'achat de titres de transport.

### Desserte
La halte est desservie par la ligne locale L 13 (Drammen-Oslo-Dal).

### Intermodalités
Il y a un arrêt de bus à proximité, nommé Frogner stasjon, desservi par plusieurs bus.